# Sandrine Collette
Pour les articles homonymes, voir Collette (homonymie).
Œuvres principales
Des nœuds d'acier (2013)
Un vent de cendres (2014)
Il reste la poussière (2016)
 Et toujours les forêts (2020)
On était des loups (2022)
Madelaine avant l'aube (2024)
Sandrine Collette, née en 1970 à Paris, est une romancière française. Elle explore souvent le thème de la nature et le genre du roman noir.

## Biographie

### Enfance et formation
Sandrine Collette naît à Paris. Enfant, elle rêve déjà d'être écrivaine,.
Elle passe un bac littéraire puis un master en philosophie et un doctorat en science politique. En 1999, elle soutient une thèse intitulée : De la loterie nationale à la française des jeux (1933-1998) : contribution à une sociologie de l'état moderne.

### Carrière
Elle est chargée de cours de sociologie à l'université Paris-Nanterre. Puis elle devient chef de cabinet du président de cette université et consultante à mi-temps dans un bureau de conseil en ressources humaines. Parallèlement, elle restaure des maisons en Champagne puis dans le Morvan,.
Elle rédige des textes depuis longtemps, mais décide de composer une fiction et, sur les conseils d’une amie, elle adresse son manuscrit aux éditions Denoël, décidées à relancer, après de longues années de silence, la collection « Sueurs froides », qui a publié Boileau-Narcejac et Sébastien Japrisot. Il s’agit Des nœuds d'acier, publié en 2013, et qui obtient le grand prix de littérature policière ainsi que le Prix littéraire des lycéens et apprentis de Bourgogne. Le roman raconte l'histoire d'un prisonnier libéré qui se retrouve piégé et enfermé par deux frères pour devenir leur esclave.
Elle se consacre alors à l'écriture et s'installe à La Comelle, village du Morvan.
En 2014, Sandrine Collette publie son second roman : Un vent de cendres (chez Denoël). Le roman commence par un tragique accident de voiture et se poursuit, des années plus tard, pendant les vendanges en Champagne. Le roman revisite le conte La Belle et la Bête.
Pour la revue Lire, « les réussites successives de Des nœuds d'acier et d'Un vent de cendres n'étaient donc pas un coup du hasard : Sandrine Collette est bel et bien devenue l'un des grands noms du thriller français. Une fois encore, elle montre son savoir-faire imparable dans Six fourmis blanches ».
En 2020, son roman Et toujours les Forêts est couronné, entre autres, par le Prix du Livre France Bleu PAGE des libraires 2020, le Grand Prix RTL Lire et le Prix de La Closerie des Lilas,. Il raconte l'histoire de Corentin, qui est confié à Augustine, une vieille villageoise habitant la vallée des Forêts, par sa mère qui ne l'aime pas. Une fois adulte, alors que la Terre est en proie à un gigantesque incendie dévastateur, Corentin survit et tente de retrouver Augustine,.
En 2021 sort Ces orages-là. Le livre raconte l'histoire de Clémence, une jeune femme de 30 ans qui quitte son compagnon, un ogre prénommé Thomas, et tente de se reconstruire en se défaisant de son emprise. Il fait partie du top 20 des meilleures ventes.
Le onzième roman de l’écrivaine, On était des loups, se vend à 100 000 exemplaires. Il raconte l'histoire d'un père qui réalise un chemin initiatique à dos de cheval, après le meurtre de sa compagne par un ours, afin de confier l'enfant à des proches,. Sous la forme d'un conte, le roman aborde, à la première personne, les rapports entre les hommes, la nature et les animaux, ainsi que la paternité,,. Il est l'un des romans les plus primés de la rentrée littéraire 2022 puisqu'il obtient le Prix Renaudot des Lycéens 2022 et le Prix Jean Giono 2022. Il est adapté par François Busnel : le tournage doit débuter fin 2024 au Canada et dans le Nord des États-Unis, avec un casting américain,,,. 
En 2024, avec Madelaine avant l’aube, elle fait partie des quatre finalistes en lice pour le prix Goncourt et obtient le Prix Goncourt des Lycéens, et le Prix Goncourt des détenus. Son roman décrit une société malmenée par les intempéries, la faim et la dictature,. Il raconte l'histoire d'une enfant sauvage recueillie dans un hameau isolé. « Une écriture âpre, à la mesure de l’histoire, Sandrine Collette tisse un conte intemporel, sombre et glaçant. Un roman sauvage, de terre et de poésie » écrit Christophe Henning du journal La Croix. « Avec « Madelaine avant l’aube », notre Goncourt, c’est Sandrine Collette ! » titre Sandrine Bajos du Parisien.
Elle est également présidente du salon du livre du Festival international de géographie (Fig) de Saint-Dié-des-Vosges.

### Vie privée
Elle enseigne en région parisienne avant de tout quitter pour s'installer dans le Morvan dans les années 2010, d'où sa famille est originaire. Elle vit à La Comelle, dans l’Autunois-Morvan, entourée de ses chevaux,. Elle devient conseillère municipale et s'adonne à sa passion pour la maçonnerie,. 

## Œuvres

### Romans
- Des nœuds d'acier - Grand prix de littérature policière 2013; Trophées 813 du meilleur roman francophone 2014; Prix littéraire des lycéens et apprentis de Bourgogne 2014, catégorie roman[35].
  - Paris : Denoël, coll. « Sueurs froides », 12/2012, 264 p.  (ISBN 978-2-207-11390-5)
  - Versailles : Éd. de l’épée, 12/2012, 256 p.  (ISBN 979-10-91211-05-5) ebook
  - Paris : le Grand livre du mois, 2013, 264 p.  (ISBN 978-2-286-09602-1)
  - Paris : Librairie générale française, coll. « Le Livre de poche Thriller » no 33253, 10/2014, 261 p.  (ISBN 978-2-253-17601-5)
  - Paris : Librairie générale française, coll. « Le Livre de poche Thriller » no 33253, 11/2014, 261 p.  (ISBN 978-2-253-18404-1). Édition collector.
  - Paris : France loisirs, coll. « Molécule », 02/2016, 283 p.  (ISBN 978-2-298-11121-7)

- Un vent de cendres - Présélection Prix des lecteurs Quais du polar/20 minutes 2015
  - Paris : Denoël, coll. « Sueurs froides », 2014, 260 p.  (ISBN 978-2-207-11736-1)
  - Versailles : Éd. de l’épée, 02/2014, 272 p.  (ISBN 979-10-91211-17-8) ebook
  - Paris : le Grand livre du mois, 2013, 260 p.  (ISBN 978-2-286-10793-2)
  - Paris : Librairie générale française, coll. « Le Livre de poche Thriller » no 33652, 01/2015, 286 p.  (ISBN 978-2-253-17602-2)

- Six fourmis blanches
  - Paris : Denoël, coll. « Sueurs froides », 01/2015, 300 p.  (ISBN 978-2-207-12436-9)
  - Versailles : Éd. de l’épée, 01/2015, 288 p.  (ISBN 978-2-207-12437-6) ebook
  - Paris : le Grand livre du mois, 2014, 275 p.  (ISBN 978-2-286-11984-3)
  - Cergy-Pontoise : À vue d'œil, coll. "16-17", mai 2015, 380 p.  (ISBN 978-2-84666-941-2). Livre en grands caractères.
  - Paris : France loisirs, 2015, 320 p.  (ISBN 978-2-298-10445-5)
  - Paris : Librairie générale française, coll. « Le Livre de poche Thriller » no 34032, 02/2016.  (ISBN 978-2-253-09287-2)

- Il reste la poussière[36] - Prix Landerneau du polar 2016[37]
  - Paris : Denoël, coll. « Sueurs froides », 01/2016, 280 p.  (ISBN 978-2-207-13256-2)
  - Versailles : Éd. de l’épée, 01/2016, 304 p.  (ISBN 979-10-91211-42-0) ebook
  - Paris : le Grand livre du mois, 2015, 301 p.  (ISBN 978-2-286-12590-5)
  - Cergy-Pontoise : À vue d'œil, coll. "16-17", 05/2016, 446 p.  (ISBN 979-10-269-0014-6). Livre en grands caractères.
  - Paris : Librairie générale française, coll. « Le Livre de poche Thriller » no 34410, 02/2017, 346 p.  (ISBN 978-2-253-08605-5)

- Les Larmes noires sur la terre - Prix Sang d’Encre des lycéens Vienne 2017
  - Paris : Denoël, coll. « Sueurs froides », 01/2017, 336 p.  (ISBN 978-2-207-13557-0)
  - Versailles : Éd. de l’épée, 02/2017, 300 p.  (ISBN 979-10-91211-50-5) ebook
  - Cergy-Pontoise : À vue d'œil, coll. « 16-17 : suspense », 05/2017, 451 p.  (ISBN 979-10-269-0078-8). Réimpr. 07/2018.  (ISBN 979-10-269-0277-5)
  - Paris : Librairie générale française, coll. « Le Livre de poche Thriller » no 34846, 01/2018, 346 p.  (ISBN 978-2-253-09262-9)

- Juste après la vague
  - Paris : Denoël, coll. « Sueurs froides », 01/2018, 336 p.  (ISBN 978-2-207-14068-0)
  - Versailles : Éd. de l’épée, 01/2018, 304 p.  (ISBN 979-10-91211-67-3) ebook
  - Cergy-Pontoise : À vue d’œil, coll. « 16-17 : suspense », 01/2018, 301 p.  (ISBN 978-2-207-14068-0)
  - Paris : France loisirs, 10/2018, 304 p.  (ISBN 978-2-298-14546-5)
  - Paris : Librairie générale française, coll. « Le Livre de poche Thriller » no 35275, 02/2019, 301 p.  (ISBN 978-2-253-23752-5)

- Animal
  - Paris : Denoël, coll. « Sueurs froides », 01/2019, 282 p.  (ISBN 978-2-207-14974-4)
  - Paris : Librairie générale française, coll. « Le Livre de poche Thriller » no 35605, 01/2020, 352 p.  (ISBN 978-2-253-18116-3)
- Et toujours les forêts - Prix de la Closerie des Lilas 2020[38],[39], Grand prix RTL-Lire 2020[40],[41], Prix du Livre France Bleu - Page des Libraires[42], prix Amerigo-Vespucci[43]
  - Paris : Jean-Claude Lattès, 01/2020, 334p.  (ISBN 978-2-7096-6615-2)
- Ces orages-là, J-C Lattès, Paris, 2021, 300p.  (ISBN 9782709668521)
- On était des loups, J-C Lattes, 2022, 192 p.  (ISBN 9782709670661)
- Madelaine avant l’aube, J-C Lattes, 2024, 247 p.  (ISBN 978-2-7096-7453-9)

### Nouvelles
- Une brume si légère, ill. Dominique Corbasson. Le Monde - SNCF, coll. « Les Petits Polars » (saison 3) no 13, 18/09/2014, 59 p.  (ISBN 978-2-36156-170-3). Version ebook : Éd. de l’épée, 08/2018.  (ISBN 9791091211888)
- L’Épouvantail, dans L'Express no 3447, du 26 juillet au 1er août 2017, p. 87-92, rubr. « série d’été : une région, un polar, cette semaine les Alpilles ».
- Le Tracteur, dans Sang-froid : justice, investigation, polar no 10, été 2018, p. 112-125, ill. de Stéphane Servain.  (ISBN 978-2-36942-695-0). Rééd. dans Crimes de sang-froid : nouvelles, anthologie sous la dir. de Cécile Majorel. Paris : Nouveau monde éditions, coll. « Polars », 06/2018, p. 155-167.  (ISBN 978-2-36942-697-4) ; Points, coll. « Points policier » no 5028, 05/2019, p. 157-170.  (ISBN 978-2-7578-7737-1)
- L'amour, c’est ne pas trouver les mots…, dans L'Amour, c’est… / par 200 auteurs ; textes illustrés par Jack Koch ; préf. Baptiste Beaulieu. Paris : Le Livre de poche, 11/2018.  (ISBN 978-2-253-18831-5)
- Le Bateau d'Alice, dans 13 à table ! 2025 : Pocket, 11/2024, p. 7-20  (ISBN 978-2-266-34491-3)

### Manuels
- L'Atout senior : relations intergénérationnelles, performance, formation / Sandrine Collette, Christian Batal, Philippe Carré. Paris : Dunod, coll. « Fonctions de l'entreprise. Animation des hommes RH », 2009, XI-219 p.  (ISBN 978-2-10-052667-3)
- Savoirs et enjeux de l'interculturel : nouvelles approches, nouvelles perspectives / sous la direction de Colette Sabatier, Jorge Palacio, Hamida Namane, Sandrine Collette. Paris : L'Harmattan, coll. « Espaces interculturels », 2001, 361 p.  (ISBN 2-7475-1358-0)

### Versions audio
- Une brume si légère (dramatique radio d'après la novella). Réal. : Jean-Matthieu Zahnd. Voix : Julie Moulier, Quentin Baillot, Bertrand Suarez-Pazos, Jacques Poix-Terrier, Marie Daude, Jana Bittnerova. Bruitage : Bertrand Amiel. Diffusion : 4 octobre 2014, France Culture.
- Un vent de cendres (version audio du roman). La Bazoge : Cdl Ed. livres audio, septembre 2014. Format MP3. Durée : 6h25.  (ISBN 978-2-35383-185-2)
- Des nœuds d'acier (version audio du roman). Lu par Stéphane Varupenne et Guilaine Londez. Paris : Gallimard audio, coll. "Écoutez lire", 04/2018. Format MP3.  (ISBN 9782072777387)
- Juste après la vague (version audio du roman). Lu par Nicolas Lormeau. Paris : Gallimard audio, coll. "Écoutez lire", 04/2018. Format MP3.  (ISBN 9782072777363)
- La Grosse (dramatique radio). Réal. : Laurence Courtois. Conseillère littéraire : Caroline Ouazana. Voix : India Hair (la grosse), Marie Daude (la tante), Hervé Furic (le maire), Camille Garcia, Cyril Guéi, Louis Helle, Françoise Henry-Cumer, Agathe Le Bourdonnec, Clara Noël, Guillaume Pottier, Lola Roskis-Gingembre, Thomas Sagols. Bruitages : Bertrand Amiel. Prise de son, montage et mixage : Bruno Mourlan, Sébastien Royer. Assistante à la réalisation : Cécile Laffon[44].
- Et toujours les forêts (version audio du roman). Lu par François-Éric Gendron. Paris : Audiolib, coll. "Littérature", 03/2020. Format MP3. Durée : 8 h 25.  (ISBN 979-10-354-0278-5)

## Prix
- Grand prix de littérature policière 2013 pour Des nœuds d'acier[45]
- Trophées 813 du meilleur roman francophone 2014 pour Des nœuds d'acier[46]
- Prix littéraire des lycéens et apprentis de Bourgogne 2014, catégorie roman pour Des nœuds d'acier[35]
- Prix Landerneau du polar 2016[37]
- Prix Sang d’Encre des lycéens Vienne 2017 pour Les Larmes noires sur la terre[47]
- Grand prix RTL-Lire 2020 pour Et toujours les forêts[40],[48]
- Prix de la Closerie des Lilas 2020 pour Et toujours les forêts[38],[39]
- Prix du Livre France Bleu - Page des Libraires 2020 pour Et toujours les forêts[42]
- Prix Amerigo-Vespucci 2020 pour Et toujours les forêts[43]
- Prix Renaudot des lycéens 2022 pour On était des loups[49]
- Prix Goncourt des lycéens 2024 pour Madelaine avant l'aube[50]
- Choix Goncourt de la Suisse 2024 pour Madelaine avant l'aube[51]
- Prix Goncourt des détenus 2024 pour Madelaine avant l'aube[30]